# Saint Henry
Saint Henry est un village du Comté de Mercer (Ohio), d'une population de 2 427 habitants en 2010.